# Borriana
Borriana ist eine Gemeinde mit 860 Einwohnern (Stand 31. Dezember 2023) in der italienischen Provinz Biella (BI), Region Piemont.
Die Nachbargemeinden sind Cerrione, Mongrando, Ponderano, Sandigliano und Zubiena.
Das Gemeindegebiet umfasst eine Fläche von fünf km².